# Dicliptera francodavilae
Dicliptera francodavilae es una especie de planta floral del género Dicliptera, familia Acanthaceae. Fue descripta por Cornejo, Wassh y Bonifaz.
Es nativa de Ecuador.